# 元寇史料館
元寇史料館（げんこうしりょうかん）は、福岡市博多区東公園内に存在する博物館である。

## 沿革
1904年（明治37年）に｢元寇記念館｣として設立されたが、これを東公園内の日蓮上人銅像護持教会敷地に移築して、1986年（昭和61年）に｢元寇資料館｣として再オープンした。

## 展示
展示室は元寇記念室と日蓮宗史、銅像史、武具の歴史、企画展示の二室からなり、元寇の際に鹵獲したモンゴル帝国軍の武器をはじめ、元寇に関する芸術品などが陳列されている。また、日清戦争で撃沈された清国海軍の戦艦「定遠」の護符も展示されている。

### 主な展示物
- モンゴル型鎧
- モンゴル型兜･短弓
- 清国軍艦神符
- 人形『侵略者を懲らしめる鎌倉武士』（白水六三郎・作）
- 人形『日蓮上人佐渡流刑の景』(小島与一・作）
- 絵画『元寇戦闘絵図』（矢田一嘯・画）
  - 元軍対馬襲来 島民を惨殺する之図
  - 元軍壱岐襲来之図
  - 壱岐守護代 平景隆一門自決する之図
  - 元軍九州博多再襲来之図　　他

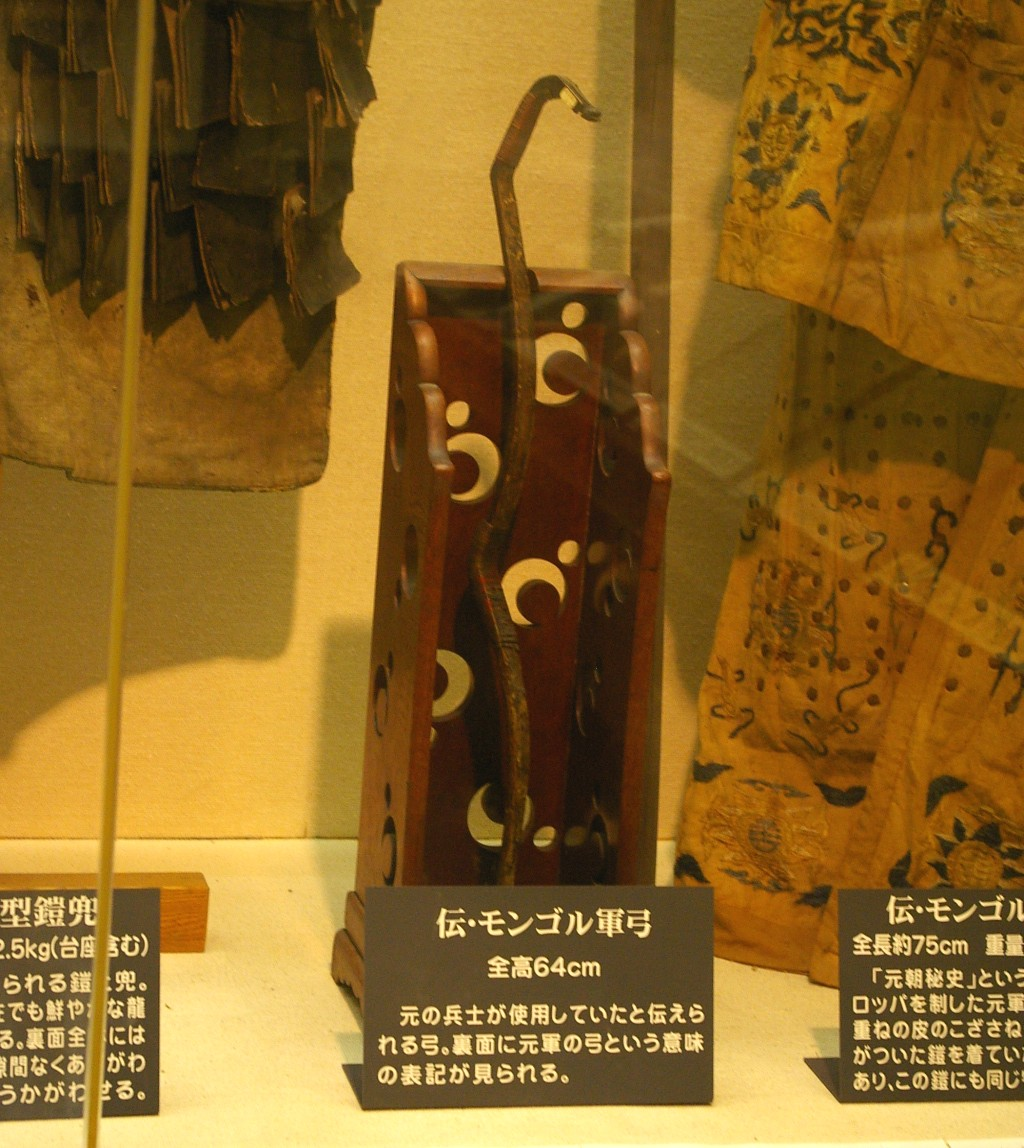
モンゴル軍弓
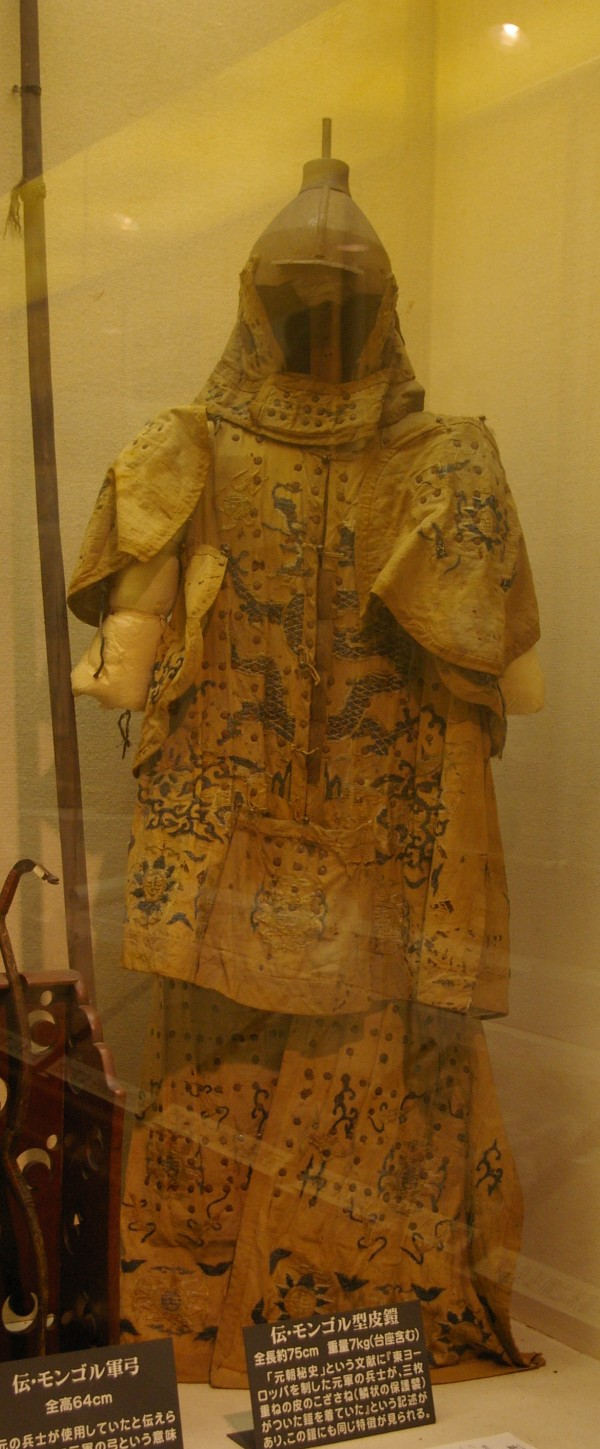
モンゴル型皮鎧
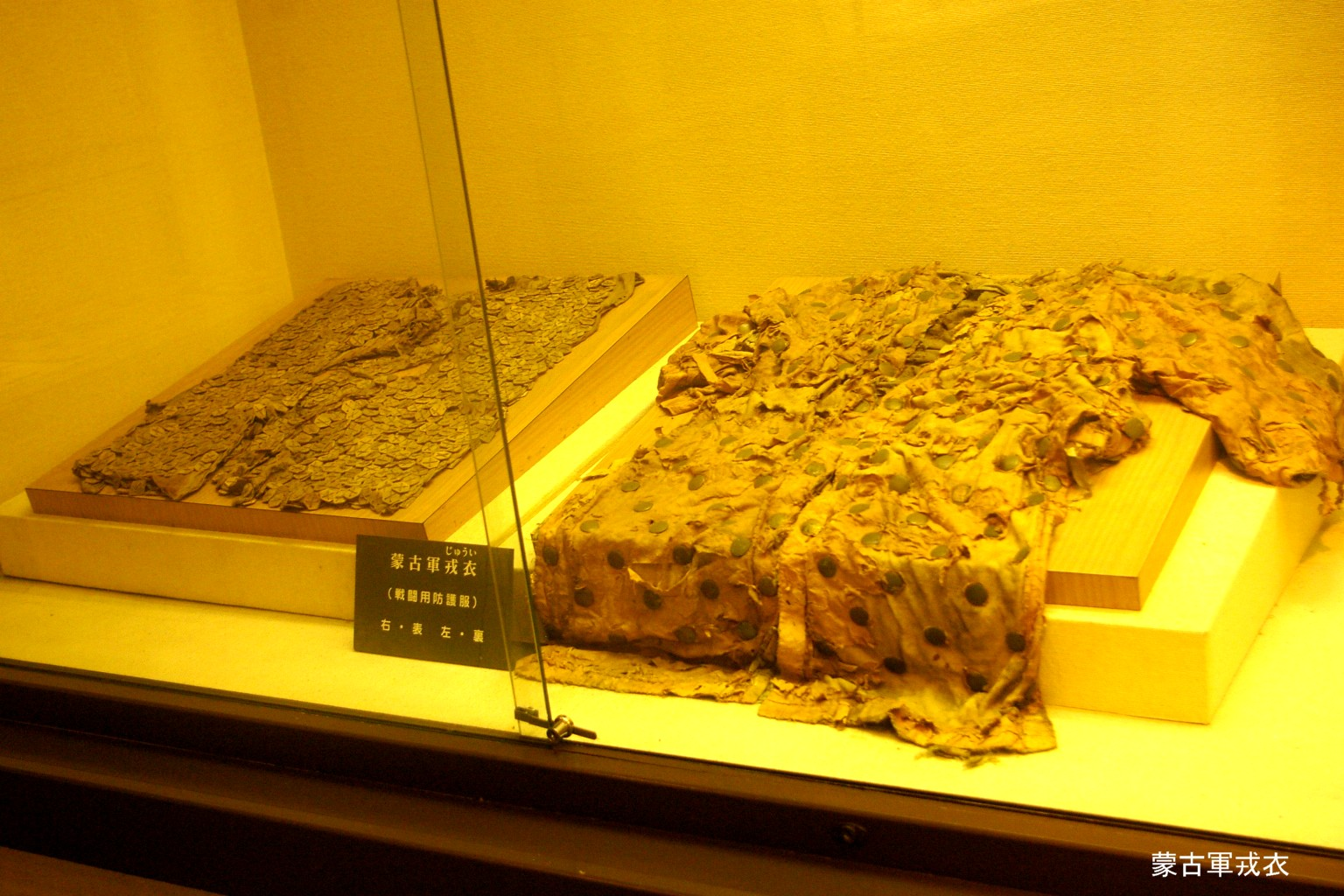
蒙古軍戎衣
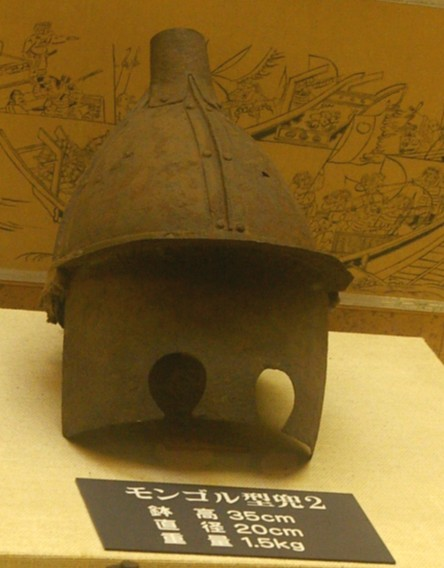
モンゴル型兜
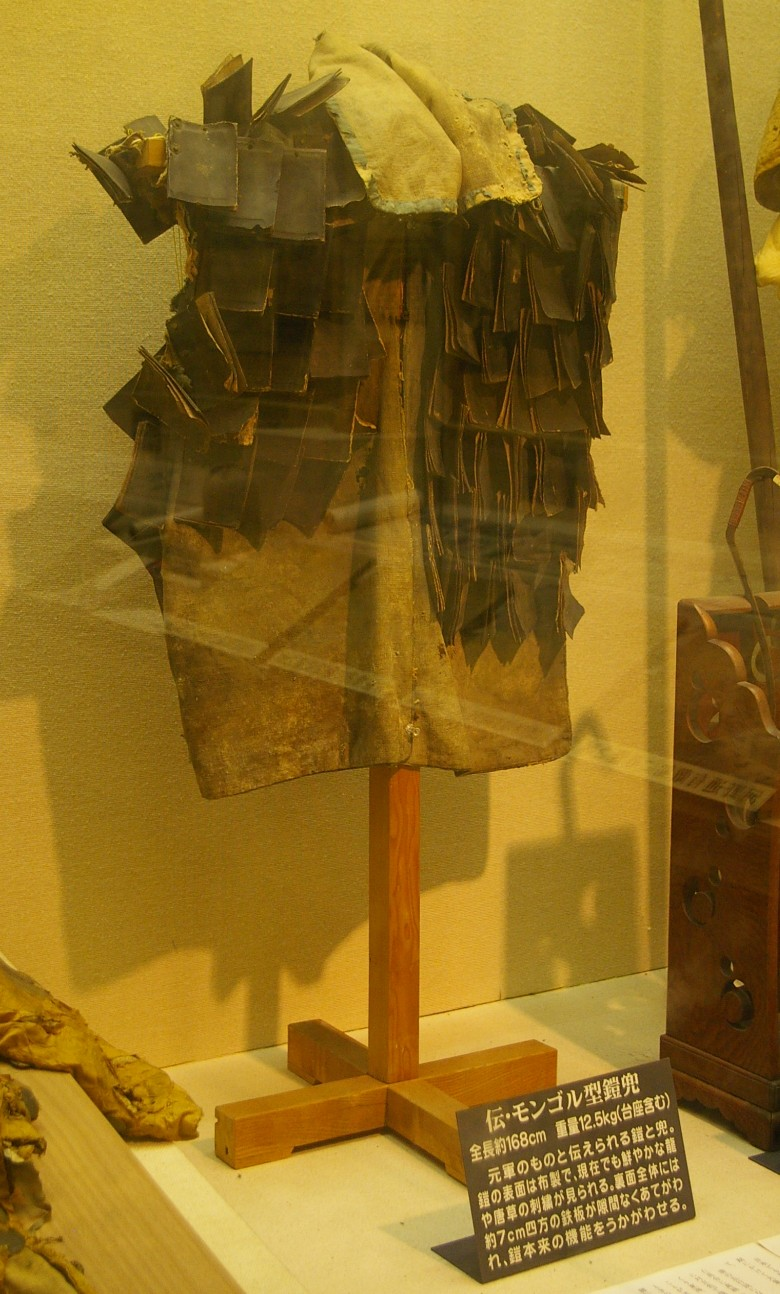
モンゴル型鎧兜
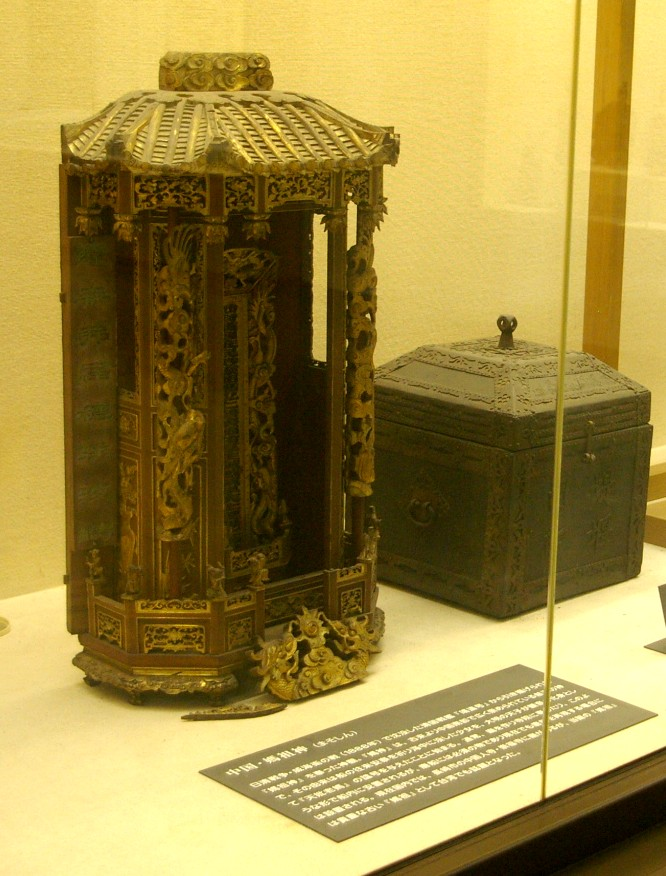
清国靖遠軍艦神符
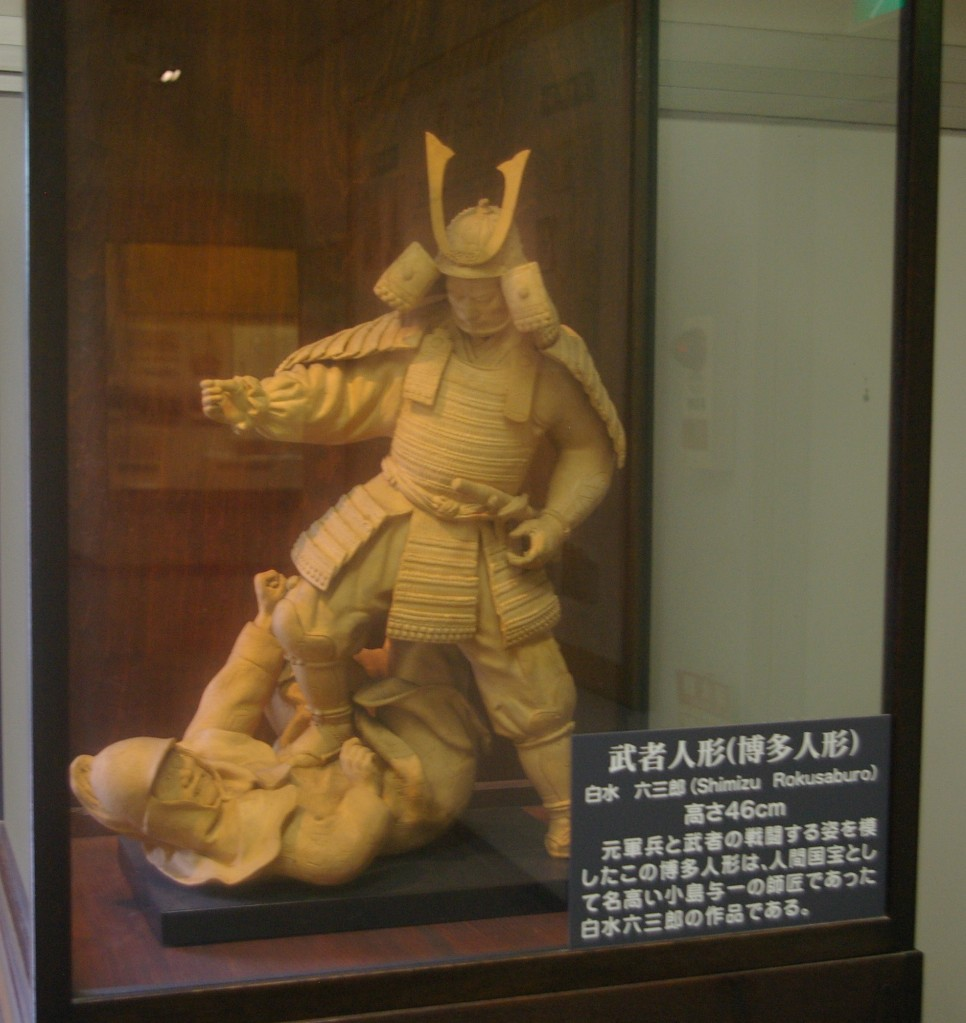
侵略者を懲らしめる鎌倉武士(白水六三郎作)

## 利用案内
- 開館日：土日祝日
- 休館日：平日、不定期（事前に連絡するほうが無難である）
- 開館時間：10:00~16:00
- 入館料：大人500円（30名以上の団体は400円）

### 交通アクセス
- 福岡県庁東北側すぐ
- JR九州吉塚駅下車、徒歩3分
- 福岡市地下鉄馬出九大病院前駅下車、徒歩3分
- 西鉄バス「吉塚駅前」バス停、または「県庁九大病院前」バス停下車、徒歩3分

## 元寇に関する他の施設
- 松浦市立鷹島歴史民俗資料館（鷹島）：暴風雨により、モンゴル軍が壊滅した元寇終焉の地であり、元軍のイカリや元寇指揮官の印璽などの資料が展示されている。
- 九州国立博物館 - 蒙古軍が使用した「てつはう」

## 関連事項
- 元寇
- 元寇防塁
- 鷹島
- 壱岐
- 対馬
- 松浦市立鷹島歴史民俗資料館